# Danh sách di sản tư liệu thế giới tại châu Âu và Bắc Mỹ
Các di sản tư liệu đầu tiên được UNESCO công nhận là Di sản tư liệu thế giới vào năm 1997. Đó là các bản thảo, di sản truyền miệng, tài liệu nghe nhìn, thư viện và kho lưu trữ. Tính đến năm 2013, thế giới có tổng cộng 193 di sản tư liệu thế giới đã được công nhận, trong số đó có các bản ghi âm nhạc dân gian, ngôn ngữ cổ và ngữ âm, tàn tích lâu đời của các bản thảo tôn giáo và thế tục, các tác phẩm của những "người khổng lồ" nổi tiếng về văn học, khoa học, âm nhạc, các bản sao, ảnh động và phim ngắn, các tài liệu ghi lại những thay đổi trong giai đoạn chính trị, kinh tế và xã hội của thế giới. Trong số này, có 97 tài sản được công nhận tại các quốc gia từ khu vực châu Âu và Bắc Mỹ.

## Danh sách tại châu Âu

### Albania
| Di sản tư liệu[A]                 | Quốc gia/Lãnh thổ | Bảo quản/Vị trí                                                                  | Năm công nhận | Tài liệu tham khảo |
| --------------------------------- | ----------------- | -------------------------------------------------------------------------------- | ------------- | ------------------ |
| Sách chép tay Purpureus Beratinus | Albania           | Kho lưu trữ Quốc gia Albania, Tirana 41°18′09″B 19°48′45″Đ / 41,3026°B 19,8125°Đ | 2005          | [ 3 ]              |

### Vương quốc Anh
| Di sản tư liệu[A]                          | Quốc gia/Lãnh thổ                          | Bảo quản/Vị trí | Năm công nhận | Tài liệu tham khảo |
| ------------------------------------------ | ------------------------------------------ | --- | ------------- | ------------------ |
| Tin Mừng của Sa hoàng Ivan Alexander       | Anh Quốc, (Chung với Bulgaria)             | Thư viện Quốc gia SS. Cyril và Methodius, Sofia 42°41′42″B 23°20′09″Đ / 42,6949°B 23,335745°Đ | 2017          | [ 4 ]              |
| Nachlass triết học của Ludwig Wittgenstein | Anh Quốc, (Chung với Áo, Hà Lan và Canada) | - Thư viện trường Trinity, Cambridge 52°12′25″B 0°06′53″Đ / 52,207024°B 0,114781°Đ - Thư viện trường Trinity, Cambridge 52°12′25″B 0°06′53″Đ / 52,207024°B 0,114781°Đ - Thư viện Bodleian, Oxford 51°45′15″B 1°15′15″T / 51,754067°B 1,254044°T - Khu lưu trữ Bắc Hà Lan 52°22′59″B 4°38′17″Đ / 52,383179°B 4,638019°Đ - Kho lưu trữ Bertrand Russell, Thư viện Đại học McMaster, Hamilton 43°15′45″B 79°54′56″T / 43,262559°B 79,915466°T | 2017          | [ 5 ]              |

### Áo
| Di sản tư liệu[A]                                                                               | Quốc gia/Lãnh thổ                                | Bảo quản/Vị trí | Năm công nhận | Tài liệu tham khảo |
| ----------------------------------------------------------------------------------------------- | ------------------------------------------------ | --- | ------------- | ------------------ |
| Vienna Dioscurides                                                                              | Áo                                               | Thư viện Quốc gia Áo, Viên 48°12′22″B 16°22′00″Đ / 48,206159°B 16,366705°Đ | 1997          | [ 6 ]              |
| Văn kiện cuối cùng của Đại hội Viên                                                             | Áo                                               | Cơ quan Lưu trữ Nhà nước Áo, Viên 48°11′30″B 16°24′45″Đ / 48,191785°B 16,412398°Đ | 1997          | [ 7 ]              |
| Bộ sưu tập Lịch sử (1899–1950) âm thanh viện Viên                                               | Áo                                               | Viện Khoa học Áo, Viên 48°12′35″B 16°23′06″Đ / 48,20974°B 16,385047°Đ | 1999          | [ 8 ]              |
| Papyrus Erzherzog Rainer                                                                        | Áo                                               | Thư viện Quốc gia Áo, Viên 48°12′22″B 16°22′00″Đ / 48,206159°B 16,366705°Đ | 2001          | [ 9 ]              |
| Bộ sưu tập Schubert tại Thư viện Thành phố Viên                                                 | Áo                                               | Thư viện Thành phố Viên, Viên 48°12′41″B 16°21′28″Đ / 48,211447°B 16,357878°Đ | 2001          | [ 10 ]             |
| Tập bản đồ Blaeu-Van der Hem của Thư viện Quốc gia Áo                                           | Áo                                               | Thư viện Quốc gia Áo, Viên 48°12′22″B 16°22′00″Đ / 48,206159°B 16,366705°Đ | 2003          | [ 11 ]             |
| Bộ sưu tập Brahms                                                                               | Áo                                               | Hiệp hội Âm nhạc Những người bạn, Viên 48°12′03″B 16°22′22″Đ / 48,200699°B 16,372811°Đ | 2005          | [ 12 ]             |
| Bộ sưu tập các bản vẽ kiến trúc Gothic                                                          | Áo                                               | Học viện Mỹ thuật, Viên 48°12′04″B 16°21′54″Đ / 48,201236°B 16,365082°Đ | 2005          | [ 13 ]             |
| Tabula Peutingeriana (Bản đồ Peutinger)                                                         | Áo                                               | Thư viện Quốc gia Áo, Viên 48°12′22″B 16°22′00″Đ / 48,206159°B 16,366705°Đ | 2007          | [ 14 ]             |
| Bộ sưu tập từ thư viện Bibliotheca Corviniana                                                   | Áo (Chung với Bỉ, Pháp, Đức, Hungary và Ý)       | - Thư viện Quốc gia Széchényi 47°29′43″B 19°02′22″Đ / 47,495208°B 19,039335°Đ - Thư viện Quốc gia Áo 48°12′22″B 16°22′00″Đ / 48,206159°B 16,366705°Đ - Biblioteca Medicea Laurenziana 43°46′28″B 11°15′15″Đ / 43,774418°B 11,254067°Đ - Herzog August Bibliothek Wolfenbüttel 52°09′52″B 10°31′49″Đ / 52,164312°B 10,53028°Đ - Bayerische Staatsbibliothek München 48°08′51″B 11°34′49″Đ / 48,147493°B 11,580258°Đ - Thư viện Quốc gia Pháp, Paris 48°50′01″B 2°22′33″Đ / 48,83357°B 2,375766°Đ - Koninklijke Bibliotheek Van Belgie 48°12′22″B 16°22′00″Đ / 48,206159°B 16,366705°Đ | 2005          | [ 15 ]             |
| Di sản của nhà soạn nhạc Arnold Schönberg                                                       | Áo                                               | Tổ chức tư nhân Arnold Schönberg 48°11′57″B 16°22′39″Đ / 48,199215°B 16,377602°Đ | 2011          | [ 16 ]             |
| Cuốn sách Mainz Psalter tại Thư viện Quốc gia Áo                                                | Áo                                               | Thư viện Quốc gia Áo, Viên 48°12′22″B 16°22′00″Đ / 48,206159°B 16,366705°Đ | 2011          | [ 17 ]             |
| Tài liệu về tuyến đường sắt Semmering từ Bảo tàng Lịch sử Hoàng gia và Đế quốc của đường sắt Áo | Áo                                               | Bảo tàng Công nghệ Viên 48°11′27″B 16°19′05″Đ / 48,190914°B 16,318047°Đ | 2017          | [ 18 ]             |
| Nachlass triết học của Ludwig Wittgenstein                                                      | Áo, (Chung với Canada, Hà Lan và Vương quốc Anh) | - Thư viện trường Trinity, Cambridge 52°12′25″B 0°06′53″Đ / 52,207024°B 0,114781°Đ - Thư viện trường Trinity, Cambridge 52°12′25″B 0°06′53″Đ / 52,207024°B 0,114781°Đ - Thư viện Bodleian, Oxford 51°45′15″B 1°15′15″T / 51,754067°B 1,254044°T - Khu lưu trữ Bắc Hà Lan 52°22′59″B 4°38′17″Đ / 52,383179°B 4,638019°Đ - Kho lưu trữ Bertrand Russell, Thư viện Đại học McMaster, Hamilton 43°15′45″B 79°54′56″T / 43,262559°B 79,915466°T | 2017          | [ 5 ]              |

### Armenia
| Di sản tư liệu                                                                   | Quốc gia/Lãnh thổ | Bảo quản/Vị trí                                                                        | Năm công nhận | Tài liệu tham khảo |
| -------------------------------------------------------------------------------- | ----------------- | -------------------------------------------------------------------------------------- | ------------- | ------------------ |
| Bộ sưu tập bản thảo cổ Mashtots Matenadaran                                      | Armenia           | Viện bản thảo cổ Mashtots, Yerevan 40°11′31″B 44°31′15″Đ / 40,19192°B 44,520854°Đ      | 1997          | [ 19 ]             |
| Khảo sát Byurakan đầu tiên (Khảo sát FBS hoặc Markarian)                         | Armenia           | Đài quan sát Vật lý thiên văn Byurakan 40°19′49″B 44°16′24″Đ / 40,330356°B 44,273367°Đ | 2011          | [ 20 ]             |
| Tuyển tập các bản thảo nốt nhạc và nhạc phim của Nhà soạn nhạc Aram Khachaturian | Armenia           | Nhà-bảo tàng Aram Khachaturian 40°11′25″B 44°30′48″Đ / 40,190251°B 44,513295°Đ         | 2013          | [ 21 ]             |

### Azerbaijan
| Di sản tư liệu                                     | Quốc gia/Lãnh thổ | Bảo quản/Vị trí                                                                                                 | Năm công nhận | Tài liệu tham khảo |
| -------------------------------------------------- | ----------------- | --- | ------------- | ------------------ |
| Bản thảo thời Trung Cổ về Y dược                   | Azerbaijan        | Viện bản thảo thuộc Học viện Khoa học Quốc gia Azerbaijan, Baku 40°22′11″B 49°50′10″Đ / 40,369844°B 49,836249°Đ | 2005          | [ 22 ]             |
| Bản sao của bản thảo "đi văng" của Mahammad Fuzuli | Azerbaijan        | Viện bản thảo thuộc Học viện Khoa học Quốc gia Azerbaijan 40°22′11″B 49°50′10″Đ / 40,369844°B 49,836249°Đ       | 2017          | [ 23 ]             |

### Ba Lan
| Di sản tư liệu                                                       | Quốc gia/Lãnh thổ                                           | Bảo quản/Vị trí | Năm công nhận | Tài liệu tham khảo |
| -------------------------------------------------------------------- | ----------------------------------------------------------- | --- | ------------- | ------------------ |
| Kho lưu trữ Radziwill và Bộ sưu tập của thư viện Niasvizh (Nieśwież) | Ba Lan (Chung với Phần Lan, Litva, Belarus, Nga và Ukraina) | - Cơ quan Lưu trữ Trung ương về Hồ sơ Lịch sử ở Warsawa 52°15′00″B 21°00′30″Đ / 52,250057°B 21,008351°Đ - Kho lưu trữ Lịch sử Quốc gia Belarus 53°55′10″B 27°33′25″Đ / 53,9194°B 27,556855°Đ - Kho lưu trữ Lịch sử Nhà nước Litva 54°40′54″B 25°16′24″Đ / 54,681545°B 25,273218°Đ - Kho lưu trữ Lịch sử Nhà nước Trung ương Ukraina 49°50′23″B 24°02′04″Đ / 49,839616°B 24,034477°Đ - Phòng Sách hiếm và Bản thảo của Thư viện Khoa học Trung tâm thuộc Viện Hàn lâm Khoa học Quốc gia Belarus 53°55′12″B 27°36′00″Đ / 53,920106°B 27,599991°Đ - Thư viện Quốc gia Belarus 53°55′52″B 27°38′46″Đ / 53,931237°B 27,646175°Đ - Thư viện Tổng thống Cộng hòa Belarus 53°53′45″B 27°32′46″Đ / 53,895925°B 27,546169°Đ - Thư viện Viện Hàn lâm Khoa học Nga 59°56′38″B 30°17′50″Đ / 59,94393°B 30,297308°Đ - Thư viện Khoa học của Đại học Moskva 55°41′56″B 37°31′25″Đ / 55,698927°B 37,5236898°Đ - Thư viện Quốc gia Phần Lan 60°10′13″B 24°57′01″Đ / 60,170329°B 24,950387°Đ | 2009          | [ 24 ]             |

### Belarus
| Di sản tư liệu                                                       | Quốc gia/Lãnh thổ                                           | Bảo quản/Vị trí | Năm công nhận | Tài liệu tham khảo |
| -------------------------------------------------------------------- | ----------------------------------------------------------- | --- | ------------- | ------------------ |
| Kho lưu trữ Radziwill và Bộ sưu tập của thư viện Niasvizh (Nieśwież) | Belarus (Chung với Phần Lan, Litva, Ba Lan, Nga và Ukraina) | - Cơ quan Lưu trữ Trung ương về Hồ sơ Lịch sử ở Warsawa 52°15′00″B 21°00′30″Đ / 52,250057°B 21,008351°Đ - Kho lưu trữ Lịch sử Quốc gia Belarus 53°55′10″B 27°33′25″Đ / 53,9194°B 27,556855°Đ - Kho lưu trữ Lịch sử Nhà nước Litva 54°40′54″B 25°16′24″Đ / 54,681545°B 25,273218°Đ - Kho lưu trữ Lịch sử Nhà nước Trung ương Ukraina 49°50′23″B 24°02′04″Đ / 49,839616°B 24,034477°Đ - Phòng Sách hiếm và Bản thảo của Thư viện Khoa học Trung tâm thuộc Viện Hàn lâm Khoa học Quốc gia Belarus 53°55′12″B 27°36′00″Đ / 53,920106°B 27,599991°Đ - Thư viện Quốc gia Belarus 53°55′52″B 27°38′46″Đ / 53,931237°B 27,646175°Đ - Thư viện Tổng thống Cộng hòa Belarus 53°53′45″B 27°32′46″Đ / 53,895925°B 27,546169°Đ - Thư viện Viện Hàn lâm Khoa học Nga 59°56′38″B 30°17′50″Đ / 59,94393°B 30,297308°Đ - Thư viện Khoa học của Đại học Moskva 55°41′56″B 37°31′25″Đ / 55,698927°B 37,5236898°Đ - Thư viện Quốc gia Phần Lan 60°10′13″B 24°57′01″Đ / 60,170329°B 24,950387°Đ | 2009          | [ 24 ]             |

### Bỉ
| Di sản tư liệu[A]                                  | Quốc gia/Lãnh thổ                          | Bảo quản/Vị trí | Năm công nhận | Tài liệu tham khảo |
| -------------------------------------------------- | ------------------------------------------ | --- | ------------- | ------------------ |
| Bộ sưu tập từ thư viện Bibliotheca Corviniana      | Bỉ (Chung với Ý, Pháp, Đức, Hungary và Áo) | - Thư viện Quốc gia Széchényi 47°29′43″B 19°02′22″Đ / 47,495208°B 19,039335°Đ - Thư viện Quốc gia Áo 48°12′22″B 16°22′00″Đ / 48,206159°B 16,366705°Đ - Biblioteca Medicea Laurenziana 43°46′28″B 11°15′15″Đ / 43,774418°B 11,254067°Đ - Herzog August Bibliothek Wolfenbüttel 52°09′52″B 10°31′49″Đ / 52,164312°B 10,53028°Đ - Bayerische Staatsbibliothek München 48°08′51″B 11°34′49″Đ / 48,147493°B 11,580258°Đ - Thư viện Quốc gia Pháp, Paris 48°50′01″B 2°22′33″Đ / 48,83357°B 2,375766°Đ - Koninklijke Bibliotheek Van Belgie 48°12′22″B 16°22′00″Đ / 48,206159°B 16,366705°Đ | 2005          | [ 15 ]             |
| Tài liệu lưu trữ kinh doanh của xưởng in Plantin   | Bỉ                                         | Bảo tàng Plantin-Moretus, Antwerp 51°13′06″B 4°23′52″Đ / 51,2184712°B 4,3978675°Đ | 2001          | [ 25 ]             |
| Tài liệu lưu trữ Insolvente Boedelskamer Antwerpen | Bỉ                                         | Kho lưu trữ thành phố Antwerp, Antwerp 51°13′39″B 4°24′28″Đ / 51,227506°B 4,407833°Đ | 2009          | [ 26 ]             |
| Tài liệu lưu trữ của Đại học Leuven (1425-1797)    | Bỉ                                         | - Kho lưu trữ Nhà nước Bỉ (Leuven) 50°52′52″B 4°42′07″Đ / 50,881184°B 4,701868°Đ - KU Leuven (University of Leuven), University Archives and Art Collections 50°52′41″B 4°42′27″Đ / 50,877976°B 4,70751°Đ | 2013          | [ 27 ]             |
| Báo cáo Thư mục chung                              | Bỉ                                         | Mundaneum asbl 50°27′27″B 3°57′23″Đ / 50,457509°B 3,956496°Đ | 2013          | [ 28 ]             |

### Bosnia và Herzegovina
| Di sản tư liệu[A]                                | Quốc gia/Lãnh thổ      | Bảo quản/Vị trí                                                                         | Năm công nhận | Tài liệu tham khảo |
| ------------------------------------------------ | ---------------------- | --------------------------------------------------------------------------------------- | ------------- | ------------------ |
| Bộ sưu tập bản thảo của Thư viện Gazi Husrev-Beg | Bosnia and Herzegovina | Thư viện Gazi Husrev-Beg 43°51′35″B 18°25′42″Đ / 43,859692°B 18,4283536°Đ               | 2017          | [ 29 ]             |
| Bản thảo Sarajevo Haggadah                       | Bosnia and Herzegovina | Bảo tàng Quốc gia Bosnia và Herzegovina 43°51′18″B 18°24′09″Đ / 43,855008°B 18,402627°Đ | 2017          | [ 30 ]             |

### Bungary
| Di sản tư liệu[A]                                                                      | Quốc gia/Lãnh thổ                    | Bảo quản/Vị trí                                                                               | Năm công nhận | Tài liệu tham khảo |
| -------------------------------------------------------------------------------------- | ------------------------------------ | --------------------------------------------------------------------------------------------- | ------------- | ------------------ |
| Enina Apostolos, một mảnh bản thảo ký tự Cyrillic vào thế kỷ 11 bằng tiếng Bulgaria cổ | Bulgaria                             | Thư viện Quốc gia SS. Cyril và Methodius, Sofia 42°41′42″B 23°20′09″Đ / 42,6949°B 23,335745°Đ | 2011          | [ 31 ]             |
| Cuốn sách của Boril                                                                    | Bulgaria                             | Thư viện Quốc gia SS. Cyril và Methodius, Sofia 42°41′42″B 23°20′09″Đ / 42,6949°B 23,335745°Đ | 2017          | [ 32 ]             |
| Tin Mừng của Sa hoàng Ivan Alexander                                                   | Bulgaria, (Chung với Vương quốc Anh) | Thư viện Quốc gia SS. Cyril và Methodius, Sofia 42°41′42″B 23°20′09″Đ / 42,6949°B 23,335745°Đ | 2017          | [ 4 ]              |

### Đức
| Di sản tư liệu[A]                             | Quốc gia/Lãnh thổ                          | Bảo quản/Vị trí | Năm công nhận | Tài liệu tham khảo |
| --------------------------------------------- | ------------------------------------------ | --- | ------------- | ------------------ |
| Bộ sưu tập từ thư viện Bibliotheca Corviniana | Đức (Chung với Bỉ, Pháp, Ý, Hungary và Áo) | - Thư viện Quốc gia Széchényi 47°29′43″B 19°02′22″Đ / 47,495208°B 19,039335°Đ - Thư viện Quốc gia Áo 48°12′22″B 16°22′00″Đ / 48,206159°B 16,366705°Đ - Biblioteca Medicea Laurenziana 43°46′28″B 11°15′15″Đ / 43,774418°B 11,254067°Đ - Herzog August Bibliothek Wolfenbüttel 52°09′52″B 10°31′49″Đ / 52,164312°B 10,53028°Đ - Bayerische Staatsbibliothek München 48°08′51″B 11°34′49″Đ / 48,147493°B 11,580258°Đ - Thư viện Quốc gia Pháp, Paris 48°50′01″B 2°22′33″Đ / 48,83357°B 2,375766°Đ - Koninklijke Bibliotheek Van Belgie 48°12′22″B 16°22′00″Đ / 48,206159°B 16,366705°Đ | 2005          | [ 15 ]             |

### Hà Lan
| Di sản tư liệu[A]                          | Quốc gia/Lãnh thổ                                | Bảo quản/Vị trí | Năm công nhận | Tài liệu tham khảo |
| ------------------------------------------ | ------------------------------------------------ | --- | ------------- | ------------------ |
| Nachlass triết học của Ludwig Wittgenstein | Hà Lan, (Chung với Áo, Canada và Vương quốc Anh) | - Thư viện trường Trinity, Cambridge 52°12′25″B 0°06′53″Đ / 52,207024°B 0,114781°Đ - Thư viện trường Trinity, Cambridge 52°12′25″B 0°06′53″Đ / 52,207024°B 0,114781°Đ - Thư viện Bodleian, Oxford 51°45′15″B 1°15′15″T / 51,754067°B 1,254044°T - Khu lưu trữ Bắc Hà Lan 52°22′59″B 4°38′17″Đ / 52,383179°B 4,638019°Đ - Kho lưu trữ Bertrand Russell, Thư viện Đại học McMaster, Hamilton 43°15′45″B 79°54′56″T / 43,262559°B 79,915466°T | 2017          | [ 5 ]              |

### Hungary
| Di sản tư liệu[A]                             | Quốc gia/Lãnh thổ                          | Bảo quản/Vị trí | Năm công nhận | Tài liệu tham khảo |
| --------------------------------------------- | ------------------------------------------ | --- | ------------- | ------------------ |
| Bộ sưu tập từ thư viện Bibliotheca Corviniana | Hungary (Chung với Bỉ, Pháp, Đức, Ý và Áo) | - Thư viện Quốc gia Széchényi 47°29′43″B 19°02′22″Đ / 47,495208°B 19,039335°Đ - Thư viện Quốc gia Áo 48°12′22″B 16°22′00″Đ / 48,206159°B 16,366705°Đ - Biblioteca Medicea Laurenziana 43°46′28″B 11°15′15″Đ / 43,774418°B 11,254067°Đ - Herzog August Bibliothek Wolfenbüttel 52°09′52″B 10°31′49″Đ / 52,164312°B 10,53028°Đ - Bayerische Staatsbibliothek München 48°08′51″B 11°34′49″Đ / 48,147493°B 11,580258°Đ - Thư viện Quốc gia Pháp, Paris 48°50′01″B 2°22′33″Đ / 48,83357°B 2,375766°Đ - Koninklijke Bibliotheek Van Belgie 48°12′22″B 16°22′00″Đ / 48,206159°B 16,366705°Đ | 2005          | [ 15 ]             |

### Litva
| Di sản tư liệu                                                       | Quốc gia/Lãnh thổ                                               | Bảo quản/Vị trí | Năm công nhận | Tài liệu tham khảo |
| -------------------------------------------------------------------- | --------------------------------------------------------------- | --- | ------------- | ------------------ |
| Kho lưu trữ Radziwill và Bộ sưu tập của thư viện Niasvizh (Nieśwież) | Lithuania (Chung với Phần Lan, Belarus, Ba Lan, Nga và Ukraina) | - Cơ quan Lưu trữ Trung ương về Hồ sơ Lịch sử ở Warsawa 52°15′00″B 21°00′30″Đ / 52,250057°B 21,008351°Đ - Kho lưu trữ Lịch sử Quốc gia Belarus 53°55′10″B 27°33′25″Đ / 53,9194°B 27,556855°Đ - Kho lưu trữ Lịch sử Nhà nước Litva 54°40′54″B 25°16′24″Đ / 54,681545°B 25,273218°Đ - Kho lưu trữ Lịch sử Nhà nước Trung ương Ukraina 49°50′23″B 24°02′04″Đ / 49,839616°B 24,034477°Đ - Phòng Sách hiếm và Bản thảo của Thư viện Khoa học Trung tâm thuộc Viện Hàn lâm Khoa học Quốc gia Belarus 53°55′12″B 27°36′00″Đ / 53,920106°B 27,599991°Đ - Thư viện Quốc gia Belarus 53°55′52″B 27°38′46″Đ / 53,931237°B 27,646175°Đ - Thư viện Tổng thống Cộng hòa Belarus 53°53′45″B 27°32′46″Đ / 53,895925°B 27,546169°Đ - Thư viện Viện Hàn lâm Khoa học Nga 59°56′38″B 30°17′50″Đ / 59,94393°B 30,297308°Đ - Thư viện Khoa học của Đại học Moskva 55°41′56″B 37°31′25″Đ / 55,698927°B 37,5236898°Đ - Thư viện Quốc gia Phần Lan 60°10′13″B 24°57′01″Đ / 60,170329°B 24,950387°Đ | 2009          | [ 24 ]             |

### Malta
| Di sản tư liệu | Quốc gia/Lãnh thổ                        | Bảo quản/Vị trí | Năm công nhận | Tài liệu tham khảo |
| -------------- | ---------------------------------------- | --- | ------------- | ------------------ |
| Bản đồ Camocio | Bản mẫu:Flagcon (Chung với Cộng hòa Séc) | - Khoa Khoa học, Bộ sưu tập bản đồ Đại học Charles ở Praha 50°04′08″B 14°25′28″Đ / 50,068866°B 14,424536°Đ - Cục Di sản Malta 35°53′34″B 14°31′29″Đ / 35,8927°B 14,524817°Đ | 2017          | [ 33 ]             |

### Nga
| Di sản tư liệu                                                       | Quốc gia/Lãnh thổ                                           | Bảo quản/Vị trí | Năm công nhận | Tài liệu tham khảo |
| -------------------------------------------------------------------- | ----------------------------------------------------------- | --- | ------------- | ------------------ |
| Kho lưu trữ Radziwill và Bộ sưu tập của thư viện Niasvizh (Nieśwież) | Nga (Chung với Phần Lan, Litva, Ba Lan, Belarus và Ukraina) | - Cơ quan Lưu trữ Trung ương về Hồ sơ Lịch sử ở Warsawa 52°15′00″B 21°00′30″Đ / 52,250057°B 21,008351°Đ - Kho lưu trữ Lịch sử Quốc gia Belarus 53°55′10″B 27°33′25″Đ / 53,9194°B 27,556855°Đ - Kho lưu trữ Lịch sử Nhà nước Litva 54°40′54″B 25°16′24″Đ / 54,681545°B 25,273218°Đ - Kho lưu trữ Lịch sử Nhà nước Trung ương Ukraina 49°50′23″B 24°02′04″Đ / 49,839616°B 24,034477°Đ - Phòng Sách hiếm và Bản thảo của Thư viện Khoa học Trung tâm thuộc Viện Hàn lâm Khoa học Quốc gia Belarus 53°55′12″B 27°36′00″Đ / 53,920106°B 27,599991°Đ - Thư viện Quốc gia Belarus 53°55′52″B 27°38′46″Đ / 53,931237°B 27,646175°Đ - Thư viện Tổng thống Cộng hòa Belarus 53°53′45″B 27°32′46″Đ / 53,895925°B 27,546169°Đ - Thư viện Viện Hàn lâm Khoa học Nga 59°56′38″B 30°17′50″Đ / 59,94393°B 30,297308°Đ - Thư viện Khoa học của Đại học Moskva 55°41′56″B 37°31′25″Đ / 55,698927°B 37,5236898°Đ - Thư viện Quốc gia Phần Lan 60°10′13″B 24°57′01″Đ / 60,170329°B 24,950387°Đ | 2009          | [ 24 ]             |

### Pháp
| Di sản tư liệu[A]                             | Quốc gia/Lãnh thổ                          | Bảo quản/Vị trí | Năm công nhận | Tài liệu tham khảo |
| --------------------------------------------- | ------------------------------------------ | --- | ------------- | ------------------ |
| Bộ sưu tập từ thư viện Bibliotheca Corviniana | Pháp (Chung với Bỉ, Ý, Đức, Hungary và Áo) | - Thư viện Quốc gia Széchényi 47°29′43″B 19°02′22″Đ / 47,495208°B 19,039335°Đ - Thư viện Quốc gia Áo 48°12′22″B 16°22′00″Đ / 48,206159°B 16,366705°Đ - Biblioteca Medicea Laurenziana 43°46′28″B 11°15′15″Đ / 43,774418°B 11,254067°Đ - Herzog August Bibliothek Wolfenbüttel 52°09′52″B 10°31′49″Đ / 52,164312°B 10,53028°Đ - Bayerische Staatsbibliothek München 48°08′51″B 11°34′49″Đ / 48,147493°B 11,580258°Đ - Thư viện Quốc gia Pháp, Paris 48°50′01″B 2°22′33″Đ / 48,83357°B 2,375766°Đ - Koninklijke Bibliotheek Van Belgie 48°12′22″B 16°22′00″Đ / 48,206159°B 16,366705°Đ | 2005          | [ 15 ]             |

### Phần Lan
| Di sản tư liệu                                                       | Quốc gia/Lãnh thổ                                           | Bảo quản/Vị trí | Năm công nhận | Tài liệu tham khảo |
| -------------------------------------------------------------------- | ----------------------------------------------------------- | --- | ------------- | ------------------ |
| Kho lưu trữ Radziwill và Bộ sưu tập của thư viện Niasvizh (Nieśwież) | Phần Lan (Chung với Belarus, Litva, Ba Lan, Nga và Ukraina) | - Cơ quan Lưu trữ Trung ương về Hồ sơ Lịch sử ở Warsawa 52°15′00″B 21°00′30″Đ / 52,250057°B 21,008351°Đ - Kho lưu trữ Lịch sử Quốc gia Belarus 53°55′10″B 27°33′25″Đ / 53,9194°B 27,556855°Đ - Kho lưu trữ Lịch sử Nhà nước Litva 54°40′54″B 25°16′24″Đ / 54,681545°B 25,273218°Đ - Kho lưu trữ Lịch sử Nhà nước Trung ương Ukraina 49°50′23″B 24°02′04″Đ / 49,839616°B 24,034477°Đ - Phòng Sách hiếm và Bản thảo của Thư viện Khoa học Trung tâm thuộc Viện Hàn lâm Khoa học Quốc gia Belarus 53°55′12″B 27°36′00″Đ / 53,920106°B 27,599991°Đ - Thư viện Quốc gia Belarus 53°55′52″B 27°38′46″Đ / 53,931237°B 27,646175°Đ - Thư viện Tổng thống Cộng hòa Belarus 53°53′45″B 27°32′46″Đ / 53,895925°B 27,546169°Đ - Thư viện Viện Hàn lâm Khoa học Nga 59°56′38″B 30°17′50″Đ / 59,94393°B 30,297308°Đ - Thư viện Khoa học của Đại học Moskva 55°41′56″B 37°31′25″Đ / 55,698927°B 37,5236898°Đ - Thư viện Quốc gia Phần Lan 60°10′13″B 24°57′01″Đ / 60,170329°B 24,950387°Đ | 2009          | [ 24 ]             |

### Cộng hòa Séc
| Di sản tư liệu                                                                                      | Quốc gia/Lãnh thổ              | Bảo quản/Vị trí | Năm công nhận | Tài liệu tham khảo |
| --------------------------------------------------------------------------------------------------- | ------------------------------ | --- | ------------- | ------------------ |
| Bộ sưu tập bản thảo Trung Cổ Cải cách Cộng hòa Séc                                                  | Cộng hòa Séc                   | Thư viện Quốc gia Cộng hòa Séc, Praha 50°05′11″B 14°24′57″Đ / 50,086465°B 14,41577°Đ                                                                                        | 2007          | [ 34 ]             |
| Tuyển tập các ấn phẩm định kỳ của Nga, Ukraina và Belarus 1918-1945                                 | Cộng hòa Séc                   | Thư viện Quốc gia Cộng hòa Séc, Praha 50°05′11″B 14°24′57″Đ / 50,086465°B 14,41577°Đ                                                                                        | 2007          | [ 35 ]             |
| Bộ sưu tập 526 bản in luận án đại học từ 1637-1754                                                  | Cộng hòa Séc                   | Thư viện Quốc gia Cộng hòa Séc, Praha 50°05′11″B 14°24′57″Đ / 50,086465°B 14,41577°Đ                                                                                        | 2011          | [ 36 ]             |
| Libri Prohibiti: Tuyển tập các tạp chí định kỳ của Séc và Slovak Samizdat trong những năm 1948-1989 | Czechia                        | Thư viện Libri Prohibiti 50°05′09″B 14°25′47″Đ / 50,085938°B 14,429841°Đ | 2013          | [ 37 ]             |
| Tài liệu lưu trữ của Leoš Janáček                                                                   | Cộng hòa Séc                   | Bảo tàng Moravia, Khoa Lịch sử Âm nhạc 49°11′31″B 16°36′31″Đ / 49,191848°B 16,608502°Đ                                                                                      | 2017          | [ 38 ]             |
| Bản đồ Camocio                                                                                      | Cộng hòa Séc (Chung với Malta) | - Khoa Khoa học, Bộ sưu tập bản đồ Đại học Charles ở Praha 50°04′08″B 14°25′28″Đ / 50,068866°B 14,424536°Đ - Cục Di sản Malta 35°53′34″B 14°31′29″Đ / 35,8927°B 14,524817°Đ | 2017          | [ 33 ]             |
| Kynzvart Daguerreotype – Sự ra đời của phương tiện trực quan hiện đại                               | Cộng hòa Séc                   | Viện Di sản Quốc gia Cộng hòa Séc 50°05′25″B 14°24′18″Đ / 50,090227°B 14,404943°Đ                                                                                           | 2017          | [ 39 ]             |

### Ukraina
| Di sản tư liệu                                                       | Quốc gia/Lãnh thổ                                           | Bảo quản/Vị trí | Năm công nhận | Tài liệu tham khảo |
| -------------------------------------------------------------------- | ----------------------------------------------------------- | --- | ------------- | ------------------ |
| Kho lưu trữ Radziwill và Bộ sưu tập của thư viện Niasvizh (Nieśwież) | Ukraina (Chung với Phần Lan, Litva, Ba Lan, Nga và Belarus) | - Cơ quan Lưu trữ Trung ương về Hồ sơ Lịch sử ở Warsawa 52°15′00″B 21°00′30″Đ / 52,250057°B 21,008351°Đ - Kho lưu trữ Lịch sử Quốc gia Belarus 53°55′10″B 27°33′25″Đ / 53,9194°B 27,556855°Đ - Kho lưu trữ Lịch sử Nhà nước Litva 54°40′54″B 25°16′24″Đ / 54,681545°B 25,273218°Đ - Kho lưu trữ Lịch sử Nhà nước Trung ương Ukraina 49°50′23″B 24°02′04″Đ / 49,839616°B 24,034477°Đ - Phòng Sách hiếm và Bản thảo của Thư viện Khoa học Trung tâm thuộc Viện Hàn lâm Khoa học Quốc gia Belarus 53°55′12″B 27°36′00″Đ / 53,920106°B 27,599991°Đ - Thư viện Quốc gia Belarus 53°55′52″B 27°38′46″Đ / 53,931237°B 27,646175°Đ - Thư viện Tổng thống Cộng hòa Belarus 53°53′45″B 27°32′46″Đ / 53,895925°B 27,546169°Đ - Thư viện Viện Hàn lâm Khoa học Nga 59°56′38″B 30°17′50″Đ / 59,94393°B 30,297308°Đ - Thư viện Khoa học của Đại học Moskva 55°41′56″B 37°31′25″Đ / 55,698927°B 37,5236898°Đ - Thư viện Quốc gia Phần Lan 60°10′13″B 24°57′01″Đ / 60,170329°B 24,950387°Đ | 2009          | [ 24 ]             |

### Ý
| Di sản tư liệu[A]                             | Quốc gia/Lãnh thổ                          | Bảo quản/Vị trí | Năm công nhận | Tài liệu tham khảo |
| --------------------------------------------- | ------------------------------------------ | --- | ------------- | ------------------ |
| Bộ sưu tập từ thư viện Bibliotheca Corviniana | Ý (Chung với Bỉ, Pháp, Đức, Hungary và Áo) | - Thư viện Quốc gia Széchényi 47°29′43″B 19°02′22″Đ / 47,495208°B 19,039335°Đ - Thư viện Quốc gia Áo 48°12′22″B 16°22′00″Đ / 48,206159°B 16,366705°Đ - Biblioteca Medicea Laurenziana 43°46′28″B 11°15′15″Đ / 43,774418°B 11,254067°Đ - Herzog August Bibliothek Wolfenbüttel 52°09′52″B 10°31′49″Đ / 52,164312°B 10,53028°Đ - Bayerische Staatsbibliothek München 48°08′51″B 11°34′49″Đ / 48,147493°B 11,580258°Đ - Thư viện Quốc gia Pháp, Paris 48°50′01″B 2°22′33″Đ / 48,83357°B 2,375766°Đ - Koninklijke Bibliotheek Van Belgie 48°12′22″B 16°22′00″Đ / 48,206159°B 16,366705°Đ | 2005          | [ 15 ]             |

## Danh sách tại Bắc Mỹ

### Canada
| Di sản tư liệu[A]                                                       | Quốc gia/Lãnh thổ                                | Bảo quản/Vị trí | Năm công nhận | Tài liệu tham khảo |
| ----------------------------------------------------------------------- | ------------------------------------------------ | --- | ------------- | ------------------ |
| Tài liệu lưu trữ Công ty Vịnh Hudson                                    | Canada                                           | Kho lưu trữ Manitoba, Winnipeg 49°53′19″B 97°08′55″T / 49,888476°B 97,148606°T | 2007          | [ 40 ]             |
| Bộ sưu tập Chủng viện Quebec, 1623-1800 (thế kỷ 17-19)                  | Canada                                           | Bảo tàng Nền văn minh, Québec 46°48′55″B 71°12′08″T / 46,815221°B 71,202328°T | 2007          | [ 41 ]             |
| Hàng xóm, hoạt hình, đạo diễn và sản xuất bởi Norman McLaren năm 1952   | Canada                                           | Ủy ban Điện ảnh Quốc gia Canada, Montréal 45°30′25″B 73°34′06″T / 45,507082°B 73,568299°T | 2009          | [ 42 ]             |
| Khám phá Insulin và tác động của nó trên toàn thế giới                  | Canada                                           | Thư viện sách hiếm Thomas Fisher 43°39′51″B 79°23′56″T / 43,664063°B 79,398984°T | 2013          | [ 43 ]             |
| Marshall McLuhan: Kho lưu trữ của tương lai                             | Canada                                           | - Thư viện và Kho lưu trữ Canada 45°29′05″B 75°40′46″T / 45,48468°B 75,679441°T - Thư viện sách hiếm Thomas Fisher 43°39′51″B 79°23′56″T / 43,664063°B 79,398984°T | 2017          | [ 44 ]             |
| Dấu vết hỗn hợp và ký ức của các lục địa - Âm thanh của người Pháp ở Mỹ | Canada                                           | Cinémathèque québécoise 45°30′50″B 73°33′45″T / 45,513815°B 73,562568°T | 2017          | [ 45 ]             |
| Nachlass triết học của Ludwig Wittgenstein                              | Canada, (Chung với Áo, Hà Lan và Vương quốc Anh) | - Thư viện trường Trinity, Cambridge 52°12′25″B 0°06′53″Đ / 52,207024°B 0,114781°Đ - Thư viện trường Trinity, Cambridge 52°12′25″B 0°06′53″Đ / 52,207024°B 0,114781°Đ - Thư viện Bodleian, Oxford 51°45′15″B 1°15′15″T / 51,754067°B 1,254044°T - Khu lưu trữ Bắc Hà Lan 52°22′59″B 4°38′17″Đ / 52,383179°B 4,638019°Đ - Kho lưu trữ Bertrand Russell, Thư viện Đại học McMaster, Hamilton 43°15′45″B 79°54′56″T / 43,262559°B 79,915466°T | 2017          | [ 5 ]              |